# تابع شبه‌محدب

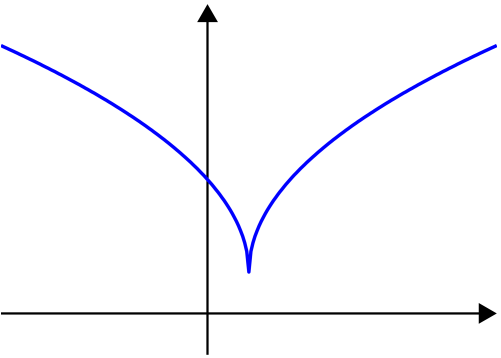
یک تابع شبه‌کوژ که کوژ نیست.

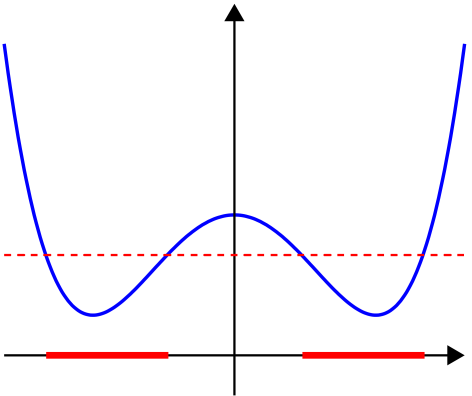
یک تابع که شبه‌کوژ نیست: مجموعهٔ نقاطی از دامنهٔ تابع که که مقدارشان کمتر از خط نقطه‌چین قرمز است، اجتماع دو بازهٔ قرمزرنگ هستند. این اجتماع یک مجموعهٔ کوژ نیست.

تابع چگالی احتمال یک توزیع نرمال شبه‌کاو است، اما کاو نیست.

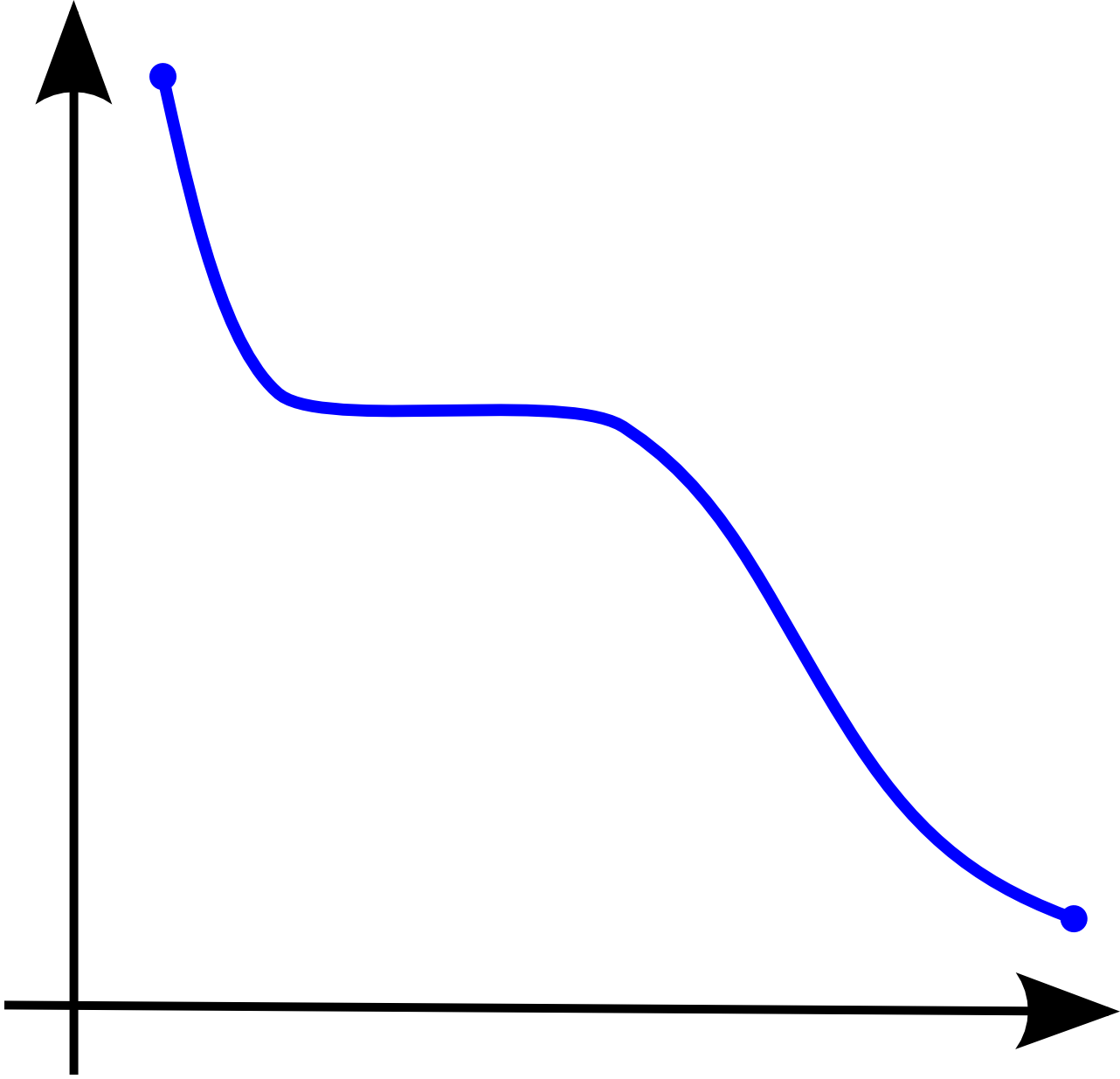
یک تابع شبه خطی هم شبه‌کاو و هم شبه‌کوژ است.

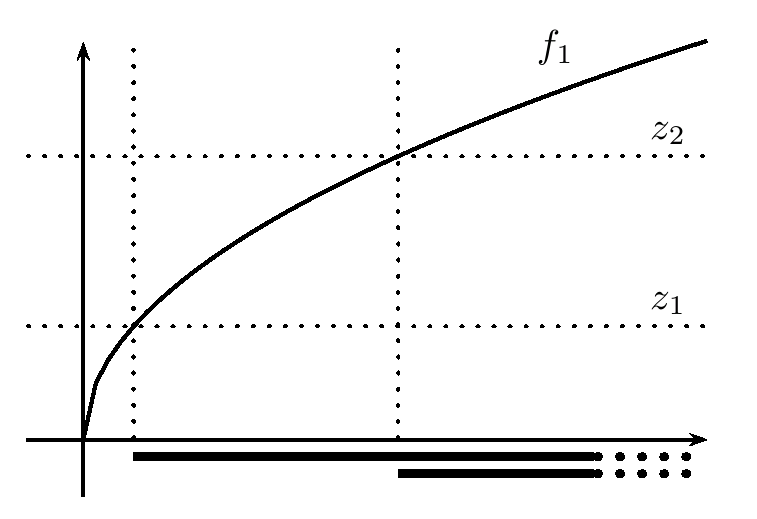
مثالی از نمودار یک تابع که روی اعداد حقیقی مثبت، هم کاو است و هم شبه‌کوژ.

در ریاضیات تابع شبه‌کوژ یا تابع شبه‌محدب به تابعی گفته می‌شود که کلیهٔ مجموعه‌های سطوح زیرین آن مجموعهٔ کوژ باشند.
به زبان ساده‌تر در یک تابع شبه‌کوژ، بیشینهٔ تابع روی هر بازهٔ دلخواه از دامنهٔ آن یکی از نقاط ابتدایی یا انتهایی بازه است.
هر تابع شبه‌کوژی لزوماً کوژ نیست، اما همهٔ توابع کوژ، شبه‌کوژ هستند.
به بیان ریاضی اگر {\displaystyle f:S\to \mathbb {R} } روی مجموعهٔ کوژ S تعریف شده باشد، آنگاه f یک تابع شبه‌کوژ است اگر به ازای هر {\displaystyle x,y\in S} و {\displaystyle \lambda \in [0,1]} داشته باشیم:
{\displaystyle f(\lambda x+(1-\lambda )y)\leq \max {\big \{}f(x),f(y){\big \}}.}
در صورتی که در این نابرابری به جای {\displaystyle \leq } از {\displaystyle <} استفاده شود، تعریف تابع اکیداً شبه‌کوژ به دست می‌آید.

## ویژگی‌ها
- منفی یک تابع شبه‌کوژ یک تابع شبه‌کاو است.
- هر کمینهٔ موضعی یک تابع شبه‌کوژ، کمینهٔ سراسری آن نیز هست، اما لزوماً منحصر به فرد نیست.[۳]
- اگر {\displaystyle f} یک تابع شبه‌کوژ تعریف‌شده روی مجموعهٔ کوژِ {\displaystyle S\subseteq \Re ^{n}} باشد و {\displaystyle S^{*}} مجموعهٔ کلیهٔ نقاط کمینهٔ سراسری {\displaystyle f}، آنگاه {\displaystyle S^{*}} یک مجموعهٔ کوژ است.[۴]

## کاربردها
توابع شبه‌کوژ در بررسی نظریه‌های تصمیم‌گیری اقتصادی کاربرد دارند.